# Ogemaw County
Ogemaw County is een county in de Amerikaanse staat Michigan.
De county heeft een landoppervlakte van 1.462 km² en telt 21.645 inwoners (volkstelling 2000). De hoofdplaats is West Branch.